# José Clavijo y Fajardo

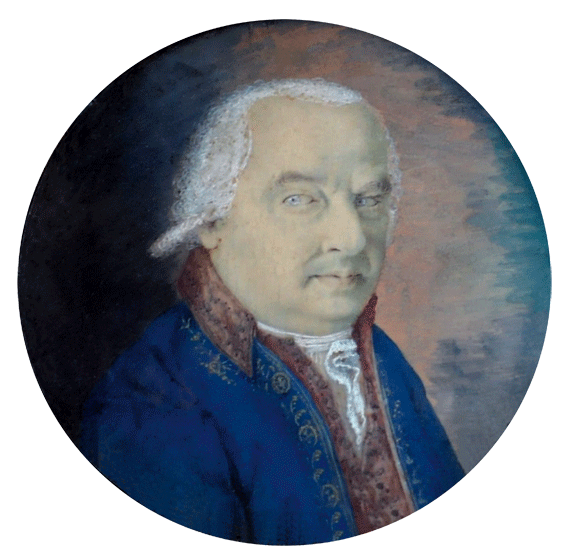
José Clavijo y Fajardo.

José Clavijo y Fajardo (* 19. März 1726 in Teguise auf Lanzarote; † 3. November 1806) war ein spanischer Publizist und Schriftsteller. 
Clavijo studierte Rechtswissenschaften und Theologie in Las Palmas. 
Er war ein Freund Voltaires und Georges-Louis Leclerc de Buffons. Von letzterem übersetzte er eine Reihe von Werken. Ab 1750 zog der Kanare nach Madrid, gab dort ab 1762 die wöchentliche Aufklärungszeitschrift El Pensador heraus und wurde 1763 Archivar des Königs (diesen Posten musste er jedoch schon nach kurzer Zeit wieder aufgeben). 1770 wurde er zum Direktor der königlichen Theater ernannt; doch auch diesen Posten gab er bald wieder auf, um die Herausgabe des Mercurio Histórico y Político de Madrid zu übernehmen.
Literarische Bekanntheit erlangte Clavijo durch das Ende seiner Beziehung mit einer Schwester Pierre Augustin Caron de Beaumarchais’. Der französische Autor drängte ihn 1764 zu einem schriftlichen Bekenntnis, in dem der Spanier die Schuld an der Trennung eingestand und das ihn öffentlich kompromittierte. Beaumarchais verarbeitete den Vorfall im vierten Teil seiner Mémoires, auf die sich Johann Wolfgang von Goethe wiederum mit seinem Drama Clavigo aus dem Jahr 1774 bezog.